# Touch (informática)
O comando touch do sistema operacional Unix é usado para alterar a data e hora de acesso de um arquivo. Em geral é usado desta maneira:
```
touch arquivo
```

Onde arquivo é o nome de um arquivo do diretório atual ou um caminho para um arquivo. Neste caso o arquivo terá a data de alteração e acesso mudados para a data atual.
É possível especificar qual horário deve ser alterado através dos argumentos. Se for especificado o argumento -a apenas o horário de acesso do arquivo será alterado. Se for especificado o argumento -m será mudado apenas o horário de última alteração.
Também é possível especificar a data para a qual os atributos serão modificados com o argumento -t sucedido pela data no formato ((cc)aa)MMDDhhmm(.ss), onde aa são os últimos dois dígitos do ano e ccaa é o ano especificado com quatro dígitos. MM é mês, DD o dia, hh a hora, mm os minutos e ss os segundos, sempre com dois dígitos.